# Nguyễn Hòa (Trần Doanh)
Nguyễn Hòa (15 tháng 2 năm 1927 – 27 tháng 2 năm 2014; bí danh: Trần Doanh) là một tướng lĩnh cao cấp của Quân đội nhân dân Việt Nam, hàm Trung tướng, nguyên Tư lệnh quân đoàn 1 trong chiến dịch Hồ Chí Minh năm 1975 Tổng cục trưởng Tổng cục Dầu Khí đầu tiên (năm 1980).

## Trước cách mạng tháng 8
Nguyễn Hòa quê quán: thôn Ngọc Lịch, xã Trưng Trắc, huyện Văn Lâm, tỉnh Hưng Yên, sinh năm 1927 tại Hà Nội,
Hồi nhỏ ông theo học Trường tiểu học Đông Dương (EPSI), năm 1943 Pháp chuyển trường về Hưng Yên, tại đây ông tham gia vào Hội Cứu quốc, tháng 2 – 1945 tại buổi phá lễ chào cờ của Pháp và chính quyền Nam triều ông bị bắt giam và được thả sau đó hơn một tháng. Ra tù ông được cử học ở trường quân chính kháng Nhật. Ông tham gia cướp chính quyền ngày 19 - 8 - 1945 tại Hà Nội.

## Sau cách mạng tháng 8
Sau cách mạng tháng 8 ông được cử làm Chánh Văn phòng Khu quân sự đặc biệt Hà Nội, sau đó ông gia nhập đoàn quân Tây Tiến, rồi sư đoàn Đồng Bằng (sư đoàn 320) năm 1950 hoạt động tại vùng đồng bằng Bắc bộ.

## Kháng chiến chống Mĩ
- Sau khi miền Bắc giải phóng ông được cử đi học ở Học viện quân sự cao cấp Vorosilov tại Liên Xô.
- Năm 1964 ông được cử vào miền Nam công tác-phụ trách huấn luyện đánh công kiên tại chiến khu Đ
- Năm 1965, thành lập Sư đoàn 5, ông được cử làm sư đoàn trưởng
- Năm 1966, ông làm Sư đoàn trưởng Sư đoàn 7 mới thành lập
- Năm 1967: Phó Tư lệnh quân khu IV kiêm Phó Tư lệnh mặt trận B5
- Năm 1968: Sư đoàn trưởng sư đoàn 320
- Năm 1970: Phó tư lệnh đoàn 559 kiêm Tư lệnh quân tình nguyện Việt Nam quân khu Nam Lào
- Tháng 4-1974: được thăng quân hàm Thiếu tướng, Phó bí thư Đảng ủy, Tư lệnh Quân đoàn 1, Quân đội nhân dân Việt Nam.
- Trong chiến dịch Hồ Chí Minh quân đoàn 1 phụ trách hướng Bắc tiêu diệt đối phương tại Phú Lợi, Bến Cát, Bình Dương, Lai Khê, Tân Uyên, đánh chiếm Bộ Tổng tham mưu Quân lực Việt nam Cộng hòa, các bộ tư lệnh binh chủng ở Gò Vấp, Bình Thạnh và hợp điểm ở Dinh Độc Lập.

## Sau năm 1975
- Tháng 1 năm 1980 ông được thăng quân hàm Trung tướng, và biệt phái chuyển sang ngành Dầu khí giữ chức Tổng cục trưởng kiêm Bí thư Đảng ủy Tổng cục dầu khí nay là Tập đoàn Dầu khí Việt Nam đến năm 1988
- Năm 1981 khi Xí nghiệp liên doanh dầu khí Việt Xô được thành lập ông được cử giữ chức Phó Tổng Giám đốc thứ nhất, năm 1986 giếng dầu đầu tiên của Việt Nam Mỏ Bạch Hổ đã được khai thác
- Ông là Ủy viên Trung ương Đảng các khóa: V,VI
- Năm 1988 ông từ nhiệm chức vụ Tổng cục trưởng, người thay thế ông là ông Trương Thiên
- Từ tháng 8.1988 đến tháng 6.1992 ông là đại biểu Quốc hội và là Ủy viên Ủy ban Kinh tế, Kế hoạch và Ngân sách của Quốc hội
- Tháng 1/1990 ông được bổ nhiệm là quyền Chủ nhiệm Ủy ban Kinh tế, Kế hoạch và Ngân sách của Quốc hội khóa VIII, rồi cố vấn cao cấp của Quốc hội
- Năm 1999 ông nghỉ hưu tại Hà Nội.
- Năm 2014 ông mất, hưởng thọ 88 tuổi [3]
- Trung tướng (1980)

## Khen thưởng
- Huân chương Quân công hạng Nhất (hai lần)
- Huân chương Kháng chiến chống Mỹ hạng Nhất
- Huân chương Chiến công hạng Nhì và Ba
- Huân chương Chiến sĩ giải phóng hạng Nhất, Nhì, Ba
- Huân chương Chiến sĩ vẻ vang hạng Nhất, Nhì, Ba
- Huân chương Hữu nghị của Liên Xô
- Huy hiệu 65 năm tuổi Đảng
- và nhiều huân, huy chương khác.